# LAST ALLIANCE
LAST ALLIANCE（ラスト アライアンス）は、日本の4人組ロックバンド。

## 概要
"S★CREATERS"と"BERMUDA"の2バンドが2002年に解散後、それぞれのメンバーが合流して結成（残りのメンバーは"discord"を結成して活動中）。2007年にメジャーデビュー。略称はラスアラ（楽曲「GREENS SUNLIGHT」でも安斉自身が呼称して歌唱している）。バンドのキャッチコピーは「本物のロックスピリット。異質なまでのPOPさ。」。

## メンバー

### 安斉龍介：Vo.&Gt.
（あんざい りゅうすけ、1974年-）東京都世田谷区出身。
- 元『S★CREATERS』。
- ボーカル・ギターおよび作詞・作曲を担当。
- 武蔵工業大学付属中学校・高等学校卒。

使用機材
ギター
- Gibson Les paul Standard GoldTop
- Gibson Les paul  Standard Cherry Sunburst
- SCHECTER AR-06
- SCHECTER S-PT CTM
- SCHECTER Diamond Series SOLO-6
- SCHECTER Diamond Series TEMPEST

アンプ&キャビネット
- Mesa/Boogie Dual Rectifier Solo Head
- Hughes&Kettner TriAmp Mk1
- Marshall JCM2000
- Marshall 1960A

### 松村孝彦：Vo.&Ba.
（まつむら たかひこ、1974年-）神奈川県川崎市出身。
- 元『BERMUDA』。
- ボーカル・ベースおよび作詞・作曲を担当。
- 武蔵工業大学付属中学校・高等学校卒。

使用機材
ベース
- SCHECTER S-JB
- SCHECTER AD-SL-ST4

アンプ&キャビネット
- AMPEG SVT-3PRO

### 佐野森吾：Gt
（さの しんご、1974年-）神奈川県座間市出身。
- 元『BERMUDA』。
- リードギター・コーラス・シャウトおよび作曲を担当。一部の曲で作詞も手掛ける。
- 武蔵工業大学付属中学校・高等学校卒。
- アーティストネームは、SANO（デビュー前 - 『TEARS LIBRARY』）→SARUGO45（「YGサービス」 - 「IO」）→SANO45（『UNDERGROUND BLUE』）→SS（「Re:frain」）→3045（「DAZE & HOPE」）→SHINGO STAR（『Me and Your Borderline』）→さの☆しんご（「Signal 004」）→SHINGØWY（「Always in My Heart」）→shingo（『the sum』）→THINGO（「new dawn」）→SHINGO CHANCE!（「KAWASAKI RELAX」）→Seeing goat（「Keep on smashing blue,」）→BOUBACAR（「for staying real BLUE.」）→sanoshingo Else（「c.s.c 20022011」）と作品発表の度に変えている。また、メンバーからはサノゴと呼ばれることもある。

使用機材
ギター
- Gibson Les paul Standard Ebony
- Fender American Standard Stratocaster
- SCHECTER S-ST-IV

アンプ&キャビネット
- Mesa/Boogie Dual Rectifier 2ch
- ORANGE Rockerverb 100 MkII
- Mesa/Boogie 4x12 Stiletto Slant Cabinet

### 小澤浩史：Dr
（おざわ ひろし、1976年-）山梨県甲府市出身。
- 元『S★CREATERS』。
- ドラム担当。一部の曲で作詞も手掛ける。

## 略歴
- 2002年
  - 6月、既に解散したS★CREATERSより安斉と小澤、同じく同時期に解散したBERMUDAより松村と佐野の4人で結成。自主レーベルのTEARS LIBRARYを安斉を中心として設立。
  - 7月7日、新宿ACBで初ライブを行い、以降はライブハウスで主に活動を行う。
- 2003年
  - 2月14日、自主企画イベント「UPRISING vol.1]」を下北沢屋根裏にて行う。
  - 5月19日、自主企画イベント「UPRISING vol.3]」を下北沢SHELTERにて行う。
  - 6月18日、シングル「LAST ALLIANCE」を500円・1,000枚数量限定・タワーレコード店舗限定で発売。
  - 7月19日、アルバム『TEARS LIBRARY』を発売。
  - 9月、初の全国ツアー「TEARS LIBRARY TOUR 2003」を行う。
- 2004年
  - 2月18日、2枚目のシングル「YGサービス」を発売。
  - 4月、ツアー「YGサービス TOUR 2004 SPRING」を行う。
  - 7月21日、3枚目のシングル「IO」を2,000枚限定で発売。
  - 9月、2ヶ月にも及ぶツアー「一葉落ちて天下の秋を知る TOUR」で全国30ヶ所を回る。この頃よりOne-Coin recordsへレーベルを移籍。
  - 11月11日、DOLCEとの共同企画イベント「UPRISING × DEAR SWEET NIGHT]」を新宿LOFTにて行う。
  - 12月8日、2枚目のアルバム『UNDERGROUND BLUE』を発売。オリコンインディーズチャート最高位7位を記録し、ロングセールスを記録。
- 2005年
  - 2月、ツアー「UNDERGROUND BLUE TOUR」を行う。
  - 2月4日、自主企画イベント「UPRISING vol.6 / [LAST ALLIANCE *UNDERGROUND BLUE TOUR START*]」を高田馬場CLUB PHASEにて行う。
  - 3月30日、自主企画イベント「UPRISING vol.7 in 地元]」を町田PLAY HOUSEにて行う。
  - 5月2日、5月3日、ワンマンライブ2DAYS「TOKYO UNDERGROUND BLUE」を下北沢屋根裏にて行う。
  - 10月5日、4枚目のシングル「Re:frain」を発売。最初から最後までを一連の流れとして繋げるコンセプチュアルな内容になっている。
- 2006年
  - 5月、自主企画イベント「UPRISING TOUR 東名阪」を行う。
  - 5月17日、5枚目のシングル「DAZE & HOPE」を発売。オリコンシングル総合チャート最高位38位を記録、オリコンインディーズチャートでは初登場1位を記録。
  - 6月、ツアー「DAZE & HOPE TOUR」を行う。
  - 9月3日、自主野外イベント「UPFIELD」を上野公園野外音楽堂にて行う。
  - 12月6日、3枚目のアルバム『Me and Your Borderline』を発売。オリコンアルバム総合チャートで49位を記録、オリコンインディーズチャートでは初登場3位を記録し、初動売上も過去最高を記録。
  - 12月27日、自主企画イベント「UPRISING vol.9 Year End special!」を下北沢SHELTERにて行う。
- 2007年
  - 2月、ツアー「Me and Your Borderline TOUR」を行う。
  - 5月、DOLCEとのカップリングツアー「ROCK'N'ROCK TOUR」を行う。
  - 夏、VAPと契約し、移籍。
  - 9月2日、自主野外イベント「UPFIELD 2007」を所沢航空記念公園野外ステージにて行う。
  - 11月28日、6枚目のシングル「Signal 004」を発売し、メジャーデビュー。初のDVD付作品となる。オリコンシングルチャートで最高位46位を記録、初動売上枚数もシングル自己最高を記録。
- 2008年
  - 2月、メジャーデビュー後初となるツアー「Signal 004 TOUR」を行う。
  - 4月16日、7枚目のシングル「Always in My Heart」を発売。オリコンシングルチャートで最高位30位を記録し、チャートの最高順位の記録を更新。
  - 5月、ツアー「Always in My Heart TOUR」が予定されていたが、小澤の体調不良のため中止となる。
  - 6月25日、メジャー初となる4枚目のアルバム『the sum』を発売。オリコンアルバム総合チャート最高位43位を記録。
  - 7月、ツアー「the sum TOUR 2008」を行う。
- 2009年
  - 3月4日、8枚目のシングル「new dawn」を発売。オリコンシングル総合チャート最高位37位を記録。
  - 3月、ツアー「new dawn TOUR」を行う。
  - 8月21日、自主企画イベント「UPRISING'09」を恵比寿LIQUIDROOMにて行う。
  - 9月、ツアー「KAWASAKI RELAX TOUR」が予定されていたが、松村の椎間板ヘルニアの手術により一部公演を中止及び延期となる。
  - 10月7日、コンセプトミニアルバム『KAWASAKI RELAX』を発売。オリコンアルバム総合チャート最高位46位を記録。
  - 12月、ツアー「KAWASAKI RELAX TOUR」を再開。
- 2010年
  - 6月、自主企画イベント「UPRISING TOUR 2010」を行う。
  - 10月27日、5枚目のアルバム『Keep on smashing blue,』を発売。オリコンアルバム総合チャート最高位26位を記録。
  - 12月3日、リリースパーティー「Keep on smashing blue, Release Pre-Party～電撃3マン～」を行う。
- 2011年
  - 1月、ツアー「Keep on smashing blue, TOUR 2011」を行う。
  - 5月15日、自主企画イベント「UPRISING vol.10 in いわき」を行う。
  - 6月15日、6枚目のアルバム『for staying real BLUE.』を発売。
  - 7月、ツアー「for staying real BLUE. TOUR」を行う。
  - 12月27日、自主企画イベント「“BLUE”だよ全員集合 ～Keep on smashing blue, for staying real BLUE.～」を行う。
- 2012年
  - 1月25日、コンプリートシングルコレクションアルバム『c.s.c 20022011』を発売。
- 2013年
  - 3月20日、7枚目のアルバム『Seventh Sense』を発売。
- 2024年
  - 8月1日、11年ぶりとなる4曲入り Digital Single 「Bring Back Blue」をリリース予定。
  - 8月18日、東京・渋谷 Spotify O-Crest にて「UPRISING 2024 ~Bring Back Blue 新曲だョ!全員集合!」をリリースライブイベントとして開催する予定。（主催イベント「UPRISING」は約9年振りの開催となる。）

## ディスコグラフィー

### 参加作品
- So much PUNK, so much MUSIC!!（2003年10月10日発売）
  - タワーレコード新宿店500枚限定販売、完売
  - M-20「BOYS DON'T CRY」収録
- PUNK ROCK CAMP!!EX（2003年11月19日発売） 
  - M-3「REBEL FIRE」、M-4「プラネタリウム」収録
- Offensive Power Point Vol.1（2004年発売）
  - M-3「BOYS DON'T CRY」収録
- D★SELDOM 其の10（2005年1月20日発売）
  - 新星堂店舗5000枚限定販売
  - DISC2・M-5「GREENS SUNLIGHT」収録
- Offensive Power Point（2005年1月30日発売）
  - M-2「スロースターター」収録
- SNOW DIVE（2005年8月21日発売）
  - M-8「LAST ALLIANCE」収録
- タワーレコード渋谷店セレクト "LOVE"（2005年8月31日キャンペーン終了）
  - セブンティーンアイス×タワーレコードオリジナルCDプレゼントキャンペーン当選者のみ期間限定配布
  - M-8「漂う夕暮れに、消えてゆく日々」収録
- STREET ROCK FILE vol.19（2005年9月30日発売）
  - M-5「COLOR DESERT」収録
- 桜蘭高校ホスト部 サントラ&キャラソン集 後編（2006年8月23日発売）
  - M-1「疾走(TVサイズ)」収録
- NEXT ROCK ON PLAYLIST 11（2008年1月19日配布開始）
  - HMV対象商品購入者のみ期間限定配布
  - M-15「蒼い銃創」収録
- RD 潜脳調査室 オリジナル・サウンドトラック（2008年8月27日発売）
  - DISC1・M-34「片膝の汚れ(TV SIZE)」収録
- はじめの一歩 New Challenger オリジナル・サウンドトラック（2009年5月22日発売）
  - M-1「HEKIREKI(TV SIZE)」収録
- iLECHE CON COVER! -A Tribute To NO USE FOR A NAME-（2010年8月18日発売）
  - M-7「The Answer Is Still No」収録

### 自主制作盤
- DEMO CD-R （2002年）
  - デビュー前ライブ会場限定配布・配布終了

## ミュージックビデオ
| 監督      | 曲名 |
| 青木亮二  | 「エンプティハート」                                                                                           |
| 浅井一仁  | 「灯」 |
| 掛川康典  | 「片膝の汚れ」                                                                                                 |
| 小嶋貴之  | 「HEKIREKI」                                                                                                   |
| 鈴木大伸  | 「Drag On」「GREENS SUNLIGHT」「KONOYUBI TOMARE」「Proud of Scar」「SPIRAL WORLD」「a burning bullet」「疾走」 |
| DAVID春山 | 「Change by 1」                                                                                                |
| 丹羽貴幸  | 「WING」 |
| 深津昌和  | 「WEDGE」 |
| 山田貴教  | 「片膝の汚れ from「Welcome to the Alliance」」                                                                 |
| 不明      | 「Everything is evanescent」「タイムカプセル」                                                                 |

## タイアップ一覧
| 使用年 | 曲名          | タイアップ                                                           |
| ------ | ------------- | -------------------------------------------------------------------- |
| 2006年 | 疾走          | 日本テレビ系アニメ『桜蘭高校ホスト部』エンディングテーマ             |
| 2006年 | SPIRAL WORLD  | 日本テレビ系『音楽戦士 MUSIC FIGHTER』2006年12月度エンディングテーマ |
| 2007年 | Drag On       | 日本テレビ系『音楽戦士 MUSIC FIGHTER』2007年11月度オープニングテーマ |
| 2008年 | 片膝の汚れ    | 日本テレビ系アニメ『RD 潜脳調査室』エンディングテーマ                |
| 2008年 | 片膝の汚れ    | テレビ埼玉『HOT WAVE』2008年6月度エンディングテーマ                  |
| 2008年 | Change by 1   | TBS系『COUNT DOWN TV』2008年6月度オープニングテーマ                  |
| 2008年 | Proud of Scar | テレビ朝日系『草野☆キッド』エンディングテーマ                        |
| 2009年 | HEKIREKI      | 日本テレビ系アニメ『はじめの一歩 New Challenger』オープニングテーマ  |
| 2009年 | WEDGE         | 日本テレビ系『音楽戦士 MUSIC FIGHTER』2009年9月度オープニングテーマ  |
| 2009年 | TOMORROW      | 日本テレビ系『ぐるぐるナインティナイン』エンディングテーマ           |
| 2010年 | WING          | 日本テレビ系『ハッピーMusic』2010年11月度エンディングテーマ          |
| 2010年 | WING          | テレビ神奈川『音楽缶♯』2010年11月度テーマソング                      |

## ヘビーローテーション/パワープレイ

### テレビ
| 放送年 | 曲名            | ヘビーローテーション/パワープレイ                        |
| ------ | --------------- | -------------------------------------------------------- |
| 2004年 | GREENS SUNLIGHT | 日本テレビ系『音楽戦士 MUSIC FIGHTER』サビNAVIオンエア曲 |
| 2008年 | 片膝の汚れ      | 日本テレビ系『音楽戦士 MUSIC FIGHTER』POWER PLAY         |

## 主な出演イベント
- 2007年01月01日 - COUNTDOWN JAPAN 06/07
- 2007年12月28日 - COUNTDOWN JAPAN 07/08
- 2008年08月03日 - ROCK IN JAPAN FESTIVAL 2008
- 2008年12月09日 - WRONG SCALE presents STRENGTH BEYOND STRENGTH
- 2008年12月31日 - COUNTDOWN JAPAN 08/09
- 2009年07月12日 - 京都大作戦2009～暑いのに熱くてごめんな祭～
- 2009年08月01日 - ROCK IN JAPAN FESTIVAL 2009
- 2010年04月04日 - PUNKSPRING 2010
- 2010年12月30日 - COUNTDOWN JAPAN 10/11
- 2011年05月04日 - COMIN'KOBE11
- 2011年10月13日 - 電撃バップ vol.1
- 2012年01月27日 - となりのバンドマン12
- 2012年02月25日・26日 - ROTTENGRAFFTY TOUR 2012 「GOLD」
- 2012年05月15日・16日 - EGG BRAIN 50 PUSH!! ALL AROUND JAPAN TOUR 2012
- 2012年05月22日・23日 - SiM LiFE and DEATH TOUR 2012
- 2012年07月17日 - PUNKLOID × RED LINE TAG FES NO BLUR CIRCUIT 2012
- 2012年08月05日 - ROCK IN JAPAN FESTIVAL 2012
- 2012年09月22日・23日 - Northern19 EMOTIONS tour
- 2012年09月30日 - TOTALFAT Wicked Friends, Be Naked!! Tour 2012
- 2012年10月08日 - UNIONWAY FEST 2012
- 2012年10月20日・21日 - ENDZWECKレコ発 バスツアー!"Flappers and philosophers EP Release Show"
- 2012年10月28日 - knotlamp Geoglyph TOUR 2012
- 2012年12月31日 - COUNTDOWN JAPAN 12/13
- 2013年03月03日 - ONION ROCK SPRING SPECIAL 2013
- 2013年03月16日 - THE CHERRY COKE$ presents St.Patrick's Day "BANQUET ORDER 2013"
- 2013年03月23日 - SECRET 7 LINE pre.THICK FESTIVAL 2013 "KILL 'EM ALL KIDZ"
- 2013年05月18日 - coldrain【THE REVELATION TOUR 2013】
- 2013年05月23日 - KNOCK OUT MONKEY「reality & liberty」TOUR
- 2013年06月02日 - RADIOTS 3rd ALBUM "REBELS" "THE GREAT REBELLION TOUR 2013"
- 2013年08月02日 - ROCK IN JAPAN FESTIVAL 2013
- 2013年08月11日 - TREASURE05X 2013 10th Anniversary ～three gates of wonder 2nd day～
- 2013年08月16日 - BiS主催「SHELTER 7DAYS」
- 2013年09月07日 - 〜PAN 「バッカーゲッター」リリース〜【ドッターバッターツアー 2013】
- 2013年10月05日 - ROTTENGRAFFTY“Walk”TOUR 2013-2014
- 2013年11月09日 - music festival "tieemo"
- 2013年12月31日 - COUNTDOWN JAPAN 13/14
- 2014年12月13日 - UPRISING 2014（代官山UNIT）
- 2015年01月24日 - UPRISING 2015 in Osaka（十三FANDANGO）
- 2015年04月18日 - ONION ROCK TOUR 2015（新宿ACB）
- 2015年08月22日 - UPRISING 2015 in SENDAI（仙台CLUB JUNK BOX）
- 2015年09月19日 - 焼來肉ロックフェス 2015
- 2015年12月20日 - UPRISING 2015～年末大集合！～（代官山UNIT）
- 2016年01月04日 - THICK FESTIVAL 2016“Shinji is still drinking!!”
- 2016年09月18日 - 焼來肉ロックフェス 2016
- 2017年09月17日 - 焼來肉ロックフェス in 能戸（能戸STARGICROOM）
- 2018年04月30日 - MACHIDA RELAX!!（町田CLASSIX）
- 2018年07月21日 - 焼來肉ロックフェス 2018
- 2018年10月06日 - ミクケオアシン（京都GATTACA）
- 2018年10月13日 - Onion Rock Autumn Special 2018（新宿LOFT）
- 2019年01月06日 - THICK FESTIVAL 2019
- 2019年07月20日 - 焼來肉ロックフェス 2019
- 2019年11月03日 - Greatful Onion 2019～Rock Soidiers festival～（新木場STUDIO COAST）
- 2022年07月16日 - 焼來肉ロックフェス 2022
- 2023年07月22日 - 焼來肉ロックフェス 2023
- 2024年01月07日 - SECRET7LINE presents THICK FESTIVAL 2024

## 出演

### ラジオ
- LAST ALLIANCEの聞いたもん勝ち（ラジオ日本、2006年4月1日 - 8月26日）
- LAST ALLIANCEのラジオアライアンス（FM OSAKA『ミッドナイト☆ジャングル』枠内、2008年1月5日 - 12月20日）